# Septembre 1871

## Événements
- À Londres, triomphe des thèses de Karl Marx au congrès de fondation de l’Association internationale des travailleurs (Première Internationale).

- 18 septembre : Federico Errázuriz Zañartu est élu président du Chili après la guerre civile où le gouvernement précédent a dû affronter une coalition de libéraux et d’ultra-conservateurs. Une fois le corps électoral élargi, un président libéral a pu être élu (fin en 1876).

- 22 septembre :
  - Le diocèse de Saint-Boniface devient l'Archidiocèse de Saint-Boniface au Manitoba et Alexandre-Antonin Taché en est l'archevêque.
  - Érection du diocèse de Saint-Albert avec comme premier évêque Vital-Justin Grandin. Ce diocèse fut plus tard l'Archidiocèse d'Edmonton.

- 28 septembre : loi Rio Branco ou du « ventre vide » au Brésil : tous les enfants d’esclaves nés après la loi sont libres à l’âge de huit ans contre paiement d’une indemnité au propriétaire et à l’âge de 21 sans indemnités. Le Brésil est le seul État latino-américain à autoriser l’esclavage.

## Naissances
- 9 septembre : Hugh Robson, politicien manitobain.
- 14 septembre : Karl Joseph Schulte, cardinal allemand, archevêque de Cologne († 11 mars 1941).
- 28 septembre : Pietro Badoglio, né à Grazzano Monferrato, maréchal et homme d'État italien.

## Décès
- 8 septembre : John Edwards Holbrook, zoologiste américain (° 1794).
- 13 septembre : Édouard Bertin, peintre et journaliste français (° 7 octobre 1797).
- 23 septembre : Louis-Joseph Papineau, (84 ans), chef québécois du parti patriote lors de la rébellion de 1837.